# Stêphanô Chu Thủ Nhân
Stêphanô Chu Thủ Nhân S.J. (tiếng Anh: Stephen Chow Sau-yan; tiếng Trung: 周守仁, [tsɐw˥ sɐw˧˥ yɐn˩]; sinh ngày 7 tháng 8 năm 1959) là một giám chức người Hồng Kông của Giáo hội Công giáo. Ông là Giám mục Chính tòa Hồng Kông từ tháng 5 năm 2021 đến nay và là một tu sĩ Dòng Tên. Ông cũng từng là bề trên giám tỉnh của Tỉnh dòng Trung Hoa thuộc Dòng Tên từ năm 2018 đến năm 2021.
Vào ngày 30 tháng 9 năm 2023, Giáo hoàng Franciscus đã vinh thăng Giám mục Chu lên bậc hồng y trong một công nghị được tổ chức vào cuối tháng 9 năm 2023.

## Tiểu sử

### Thiếu thời
Ông Chu Thủ Nhân ra đời ngày 7 tháng 8 năm 1959 tại Hồng Kông và lãnh bí tích Thanh Tẩy trong cùng năm. Ông học năm 1 đến năm 5 tiểu học tại Trường Rosaryhill từ năm 1966 đến năm 1971, học năm 6 tiểu học tại Trường tiểu học Wah Yan thuộc hiệp hội Pun U từ năm 1971 đến năm 1972, học 5 năm trung học tại Trường trung học Wah Yan Hồng Kông từ năm 1972 đến năm 1977. Kể từ năm 3 trung học, ông đã có niềm khát khao được trở thành linh mục. Về sau, ông theo học tại Viện Đại học Minnesota và tốt nghiệp với văn bằng cử nhân Tâm lý học/Triết học cùng văn bằng thạc sĩ Tâm lý học giáo dục.
Năm 1984, ông vào nhà ứng sinh Dòng Tên ở Ireland; đến năm 1986 thì hoàn thành giai đoạn tập viện. Sau đó, ông theo học và lĩnh văn bằng Tiến sĩ Triết học tại Viện Thần học và Triết học Milltown, Ireland vào năm 1988. Cũng trong năm này, ông về Hồng Kông thực tập giảng dạy tại Trường trung học Wah Yan Cửu Long, sau đó theo học Cử nhân Thần học tại Chủng viện Thánh Linh thuộc Giáo phận Hồng Kông.